# Bárðar saga Snæfellsáss
Die Bárðar saga Snæfellsáss („Saga von Bárðr, dem guten Geist vom Berg Snæfell“) ist eine Isländersaga, die um 1350 verfasst wurde. Die Saga wird in zwei thematisch unterschiedliche Teile unterteilt. Der zweite Teil wird auch als Gests saga Bárðarsonar betitelt.

## Stoff und Motive der Saga
Die Saga ist der Form nach eine Isländersaga, da die Haupthandlung auf Island verortet ist, jedoch ist der Protagonist Bárðr kein Mensch, sondern nur teilweise menschlich. Aufgrund der mythischen Inhalte wird die Bárðar saga in einen Zusammenhang mit anderen Isländersagas gestellt, die phantastische Elemente enthalten, zum Beispiel die Gull-Þóris saga. Stofflich basiert die Saga mutmaßlich auf dem Volksglauben an einen Schutzgeist vom Snæfell. Die Bárðar saga wurde vermutlich mit Motiven aus den Fornaldarsögur und der Heimskringla entwickelt, dazu Motive aus der Landnámabók, insbesondere genealogisches Material daraus.

## Inhalt
Der titelgebende Protagonist Bárðr stammt von Riesen und Trollen ab und ist der Sohn des Eismeerkönigs Dumbr. Er heiratet die Tochter seines Ziehvaters Dofri, der ein König aus dem Riesengeschlecht ist, und wandert nach Island aus. Bárðr lässt sich dort auf Snæfellsnes nieder, zeugt eine Tochter und verlässt später den Hof, um am Gletscher des Snæfellsjökull zu leben. Dort kommt er den Menschen zu Hilfe, die durch Trolle und Riesen belästigt werden. Ein weiterer Handlungsstrang ist die Geschichte von Bárðrs Tochter Helga, die auf einer Eisscholle nach Grönland gelangt, dort auf Miðfjarðar-Skeggi (ein direkter Nachkomme der ersten Siedler aus der Landnámabók) trifft, mit dem sie eine Affäre hat, und durch diesen heim nach Island gebracht wird. Sie kehrt zurück zu ihrem noch auf dem Hof in Snæfellsnes wohnhaften Vater. Da Miðfjarðar-Skeggi bereits verheiratet ist, führt Helga fürderhin ein bindungsloses Leben, bestehend aus weiten Wanderungen und aus dem Kampieren in Höhlen.
Der zweite Teil handelt von Gestr, dem Sohn Bárðrs, den er mit der Tochter von Miðfjarðar-Skeggi gezeugt hatte.